# Zelomorpha punctator
Zelomorpha punctator är en stekelart som först beskrevs av Per Abraham Roman 1913.  Zelomorpha punctator ingår i släktet Zelomorpha och familjen bracksteklar. Inga underarter finns listade i Catalogue of Life.